# Оджобо, Очуко
Очуко Оджобо (англ. Ochuko Ojobo; 1 апреля 1985, Нигерия) — нигерийский футболист, защитник.

## Биография

### Клубная карьера
С 2002 года по 2005 год выступал за нигерийский клуб «Долфинс». В 2005 выступал в Лиге чемпионов КАФ, за «Долфинс» он забил 2 мяча в ворота «Ренасимьенто» и «Хартс оф Оук».
Весной 2006 года подписал трёхлетний контракт с донецким «Металлургом». В команде взял себе 40 номер. В «Металлург» он перешёл вместе со своим одноклубником по «Долфинсу» Джозефом Эймофе. Также сообщалось, что переход стал возможен благодаря их агенту Тиджани Бабангида.
В Высшей лиге Украины он сыграл всего в одном матче, 22 апреля 2006 года против симферопольской «Таврии» (3:0), Оджобо вышел на 78 минуте вместо Сергея Закарлюки. В молодёжном первенстве Украины он провёл 5 матчей. Одной из причин по которой ему не удалось закрепиться в «Металлурге» была плохая физическая подготовка. Вскоре он покинул расположение клуба вместе с Джозефом Эймофе. Подписание Оджобо называют одним из трансферных провалов «Металлурга».
В 2012 году выступал за нигерийский клуб «Аква Старлетс».

### Карьера в сборной
В составе молодёжной сборной Нигерии до 20 лет провёл 5 матчей.